# Alfred Ludwig
Alfred Ludwig  (1879 - 1964) fue un taxónomo y botánico alemán, que recolectó en diversas expediciones florísticas por Alemania, principalmente Westfalia.
- La abreviatura «A.Ludw.» se emplea para indicar a Alfred Ludwig como autoridad en la descripción y clasificación científica de los vegetales.[2]